# Саом Саран
Саом Саран (кхмер. សោម សារ៉ន, 1945 или 1946, Кампонгтям, Французский протекторат Камбоджа) — камбоджийский футболист, полузащитник, тренер и политик.

## Биография
Саом Саран родился в 1945 или 1946 году в камбоджийском городе Кампонгтям.

### Игровая карьера
В 16-летнем возрасте переехап в Пномпень, чтобы начать профессиональную футбольную карьеру. В 1966 году начал играть в футбол, действовал на позиции полузащитника. С 1968 года до прихода к власти красных кхмеров выступал за сборную Камбоджи. В 1972 году был капитаном сборной Кхмерской Республики на Кубке Азии, где команда заняла 4-е место.
После того как войска Пол Пота в 1975 году овладели Пномпенем, бежал во Вьетнам, где играл до 1980 года. Впоследствии вернулся в Кампучию и с 1980 года играл за возрождённую сборную страны. Из состава, который выступал за неё до установления режима красных кхмеров, по словам Саом Сарана, осталось в живых только шесть из 22 футболистов. Выступал за сборную до 1994 года.

### Тренерская карьера
С 2004 по июнь 2005 года был главным тренером сборной Камбоджи. В 2004 году руководил командой на Кубке Тигра, где его подопечные проиграли все матчи со сборными Вьетнама (1:9), Лаоса (1:2), Сингапура (2:6), Индонезии (0:8). Саом Саран предположил, что футболисты играли на ставках, однако не имел доказательств этому.

### Политическая карьера
С 2005 году был заместителем директора департамента пенсионного обеспечения Министерства социальных дел Камбоджи.